# Lolene

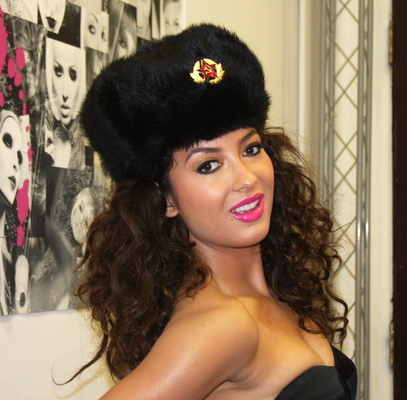
Lolene

Lolene Everett, professionellt känd som Lolene, född 12 mars 1985 i Bristol, Storbritannien, är en brittisk låtskrivare, entreprenör och f.d. artist. Hennes singel Sexy People låg på femte plats på Billboards Dance Club-lista i december 2009. Hon är grundaren av skivbolaget 21:12 Entertainment Group och upptäckte den svenska artisten Nova Miller och signade henne till bolaget och blev hennes manager.

## Privatliv och karriär
Lolene är född och uppvuxen i Bristol, Storbritannien och började som låtskrivare och sångerska för Roni Size och Martina Topley Bird. Hon flyttade till Los Angeles, USA och blev signad som låtskrivare till Sony/ATV, EMI och Beluga Heights. Lolene blev upptäckt av J.R. Rotem. Hon signade sedan som artist med Capitol Records där hon släppte låtarna Sexy People och RICH (Fake it till you make it) som hamnade på 5:e och 16:e plats på Billboards Dance Club-lista. Efter det jobbade hon på sitt debutalbum The Electrick Hotel. The Electrick Hotel fick sättas på paus medan Capitol Records och EMI gick igenom förändringar. Det året släppte hon EP:n Cracked Not Broken via Capitol Records som innehöll både egna låtar och musikcovers av Kate Bush, Abba med flera.
Lolene lämnade sitt skivbolag en tid efter och fortsatte med att jobba med musiken som en självständig artist. Den 12 december 2012 släppte hon albumet She’s Got A Pulse.
Lolene har varit låtskrivare för Eminem, Britney Spears, Christina Milian, Shakira, Kanye West, Danja, Andreas Carlsson  och Lindsay Lohan. År 2013 läcktes singeln ”Too Young To Die” via Perez Hiltons blogg. Den var skriven och sjungen av Lolene för Lindsay Lohan på uppdrag av J.R. Rotem. Låten blev aldrig släppt av Lohan. 
År 2014 startade hon skivbolaget 21:12 Entertainment Group som då bara hette 21:12 Entertainment och upptäckte Nova Miller på Lasse Kühlers dansskola i Stockholm. Hon signade Nova som den första artisten till bolaget och blev hennes manager. Lolene är körsångare och exekutiv producent för många Nova Millers låtar i hennes diskografi. Just nu fokuserar Lolene bara på att vara manager åt Nova Miller och har lagt sin artistkarriär på is. Lolenes inspirationer är Kate Bush och Madonna. Fredagen den 25 oktober blev Lolene verifierad på Spotify och släppte sitt album The Electrick Hotel på nytt. 

## Diskografi
Album
- The Electrick Hotel (2010)
- She’s Got A Pulse (2012)

EP
- Cracked Not Broken (2010)

Singlar
- Sexy People (2009)
- RICH (Fake It Till You Make It) (2010)
- Lionheart (2010)